# Tîșiv, Voloveț
Tîșiv (în ucraineană Тишів) este localitatea de reședință a comunei Tîșiv din raionul Voloveț, regiunea Transcarpatia, Ucraina.

## Demografie
Componența lingvistică a localității Tîșiv
     Ucraineană (100%)
Conform recensământului din 2001, toată populația localității Tîșiv era vorbitoare de ucraineană (100%).